# La revolución matrimonial
La revolución matrimonial es una película española de comedia estrenada en 1974, dirigida por José Antonio Nieves Conde y protagonizada en los papeles principales por Analía Gadé y José Luis López Vázquez.
Está basada en la obra teatral homónima escrita por Antonio Martínez Ballesteros.

## Sinopsis
El tedio y la apatía provocan un distanciamiento del matrimonio entre Begoña y Pedro, casados desde hace mucho tiempo y con un hijo, Pedrito, que solo desea jugar al baloncesto. Un día Pedro ve a su mujer salir de un club de alterne y decide simular que son amantes para salvar su matrimonio.

## Reparto
- Analía Gadé ... Begoña / Cuqui
- José Luis López Vázquez ... Pedro
- Ismael Merlo ... Padre de Begoña
- Pedro Alonso ... Pedrito, hijo de Begoña y Pedro
- Ketty de la Cámara ... Doña Felicitas
- Terele Pávez ... Secretaria de Pedro
- Víctor Israel .... Dentista
- Rafael Hernández ... Taxista
- Alberto Fernández ... Aparejador
- Eduardo Calvo ... Borracho
- Nené Morales .... Chica alta
- Concha Rabal ... Maruja
- Monika Kolpek ... Pepa
- Blaki ... Álvarez
- Marisa Bell ... Enfermera del dentista